# ريتشارد بلفنز
ريتشارد بلفنز (بالإنجليزية: Richard Blevins)‏ هو شاعر أمريكي، ولد في 1950.